# Madatyphlops
Madatyphlops is een geslacht van slangen uit de familie wormslangen (Typhlopidae).

## Naam en indeling
De wetenschappelijke naam van de groep werd voor het eerst voorgesteld door Stephen Blair Hedges, Angela B. Marion, Kelly M. Lipp, Julie Marin & Nicolas Vidal in 2014. Er zijn 15 soorten, inclusief de pas in 2021 beschreven soort Madatyphlops eudelini. De slangen werden eerder aan andere geslachten toegekend, zoals Onychocephalus, Typhlops en het niet langer erkende Lemuriatyphlops.
De geslachtsnaam Madatyphlops betekent vrij vertaald 'blindogen van Madagaskar'.

## Uiterlijke kenmerken
De slangen bereiken een lichaamslengte van ongeveer 20 tot 30 centimeter. De soort Madatyphlops reuteri blijft met 9,5 cm wat kleiner en Madatyphlops decorsei is met een totale lichaamslengte tot 45,5 cm een van de grotere soorten. De kop is lastig te onderscheiden van het lichaam door het ontbreken van een duidelijke insnoering. De ogen zijn sterk gedegenereerd en zijn onder de kopschubben gelegen.De meeste soorten hebben 20 rijen schubben in de lengte op het midden van het lichaam, een aantal soorten heeft hier 22 of 24 rijen en de soort Madatyphlops decorsei heeft 26 rijen.

## Verspreiding en habitat
De wormslangen komen voor in delen van Afrika en leven bijna allemaal endemisch op het eiland Madagaskar. Enkele soorten komen voor op omliggende eilanden; Nosy Be en Mayotte. De uitgestorven soort Madatyphlops cariei kwam voor op Mauritius. De habitat bestaat uit vochtige tropische en subtropische laaglandbossen, droge tropische en subtropische bossen en droge savannen. Ook in door de mens aangepaste streken zoals aangetaste bossen, plantages en landelijke tuinen kunnen de dieren worden aangetroffen.

## Beschermingsstatus
Door de internationale natuurbeschermingsorganisatie IUCN is aan dertien soorten een beschermingsstatus toegewezen. Drie soorten worden beschouwd als 'veilig' (Least Concern of LC) en negen soorten als 'onzeker' (Data Deficient of DD). De soort Madatyphlops cariei staat te boek als uitgestorven (EX).

## Soorten
Het geslacht omvat de volgende soorten, met de auteur en het verspreidingsgebied.
| Naam                          | Auteur                                            | Verspreidingsgebied      | Beschermingsstatus |
| ----------------------------- | ------------------------------------------------- | ------------------------ | ------------------ |
| Madatyphlops albanalis        | Rendahl, 1918                                     | Onbekend                 | Niet geëvalueerd   |
| Madatyphlops andasibensis     | Wallach & Glaw, 2009                              | Zuidoostelijk Madagaskar |                    |
| Madatyphlops arenarius        | Grandidier, 1872                                  | Zuidwestelijk Madagaskar |                    |
| Madatyphlops boettgeri        | Boulenger, 1893                                   | Zuidwestelijk Madagaskar |                    |
| Madatyphlops cariei           | Hoffstetter, 1946                                 | Mauritius                |                    |
| Madatyphlops comorensis       | Boulenger, 1889                                   | Mayotte                  |                    |
| Madatyphlops decorsei         | Mocquard, 1901                                    | Madagaskar               |                    |
| Madatyphlops domerguei        | Roux-Estève, 1980                                 | Madagaskar               |                    |
| Madatyphlops eudelini         | Hawlitschek, Scherz, Webster, Ineich & Glaw, 2021 | Mayotte                  | Niet geëvalueerd   |
| Madatyphlops madagascariensis | Boettger, 1877                                    | Madagaskar               |                    |
| Madatyphlops microcephalus    | Werner, 1909                                      | Madagaskar               |                    |
| Madatyphlops mucronatus       | Boettger, 1880                                    | Madagaskar               |                    |
| Madatyphlops ocularis         | Parker, 1927                                      | Madagaskar               |                    |
| Madatyphlops rajeryi          | Renoult & Raselimanana, 2009                      | Madagaskar               |                    |
| Madatyphlops reuteri          | Boettger, 1881                                    | Madagaskar (Nosy Be)     |                    |